# 辛笛
辛笛（1912年12月2日—2004年1月8日），原名王馨迪，亦名王辛笛，笔名心笛、一民、牛何之，男，祖籍江苏淮安，生于天津，中国现代诗人。

## 生平
辛笛1931年考入清華大學外國語文系，與盛澄華及孫晉三等為1935屆同學，在校時有“三劍客”之稱。1936年，在朱光潛教授推薦下，前往英國愛丁堡大學攻讀英國文學。回國後，任上海光華大學、暨南大學教授。學生時代開始，在天津《大公報》、北京《晨報》、《文學季刊》等報刊發表詩文和譯作，曾翻譯波特萊爾〈惡之花〉、莫泊桑〈農夫〉等。1935年出版第一本新詩集《珠貝集》。抗戰勝利後，曾任《美國文學叢書》、《中國新詩》編委。1947年，由曹辛之的星群出版社出版詩集《手掌集》。翌年，出版散文評論集《夜讀書記》。
1949年，參加中華全國第一次文代大會，為中國作家協會會員和作協上海分會理事。中共上台後，歷任上海工業局秘書科科長、中央輕工業部華東辦事處辦公室副主任和上海煙草、食品工業公司副經理，兼任民盟上海市委委員和外國文學會會員等。曾應上海譯文出版社和上海市政協譯委會之邀，翻譯英國作家狄更斯小說《尼古拉·尼可具》。1981年，與友人出版詩合集《九葉集》，因而有「九葉派」詩人之稱。2002年出版的《聽水吟集》，收錄了其六十年代至晚年寫下的舊體詩作。其他重要作品有《辛笛詩稿》、《印象．花束》、《嬛偶拾》和《夢餘隨筆》等。

## 主要作品

### 诗集
- 《珠贝集》(光明印刷局1936年)
- 《手掌集》(上海星群出版公司1948年)
- 《手掌集》(上海书店影印1988年)
- 《手掌集》(加导读和附录台湾大雁书店1989年)
- 《手掌集》(加附录浙江文艺出版社1996年)
- 《辛笛诗稿》(北京人民文学出版社1983年)
- 《印象·花束》(上海文艺出版社1986年)
- 《王辛笛诗集》(香港专业出版社1989年)

### 旧体诗集
- 《听水吟集》(香港翰墨轩出版社2002年)

### 诗合集
- 《九叶集》(江苏人民出版社1981年)
- 《八叶集》(三联书店香港分店1984年)

### 散文集
- 《夜读书记》(上海森林出版社1948年)
- 《夜读书记》(另加续记重印陕西师范大学出版社1998年)
- 《琅轘偶拾》(上海教育出版社1998年)

### 校对翻译作品
- 《尼古拉斯·尼克尔贝》(上海译文出版社1998年)

### 主编
- 《20世纪中国新诗辞典》(上海汉语大词典出版社1997年)